# 今井莉子
今井莉子（日语：／ Imai Riko，1999年1月6日—），日本女子羽毛球運動員。熊本縣熊本市出生，畢業於青森山田中學校及青森山田高校，曾加入再春館製薬所羽毛球部、岐阜Tricky Panders羽毛球隊，現為丸杉株式會社羽球部成員(原丸杉Bluvic已整合為丸杉)，隊員編號8號。

## 簡歷
2018年7月，今井莉子出戰白夜羽毛球賽，與荒木茜羽合作赢得女子雙打比賽冠軍。

## 主要比賽成績
只列出曾進入準決賽的國際賽事成績：
| 年份   | 賽事                           | 公開賽級別 | 項目     | 拍檔       | 成績   |
| ------ | ------------------------------ | ---------- | -------- | ---------- | ------ |
| 2018年 | 白夜羽毛球賽                   | 國際挑戰賽 | 女子雙打 | 荒木茜羽   | 冠軍   |
| 2018年 | 俄羅斯羽毛球公開賽             | 超級100賽  | 女子雙打 | 荒木茜羽   | 準決賽 |
| 2018年 | 美國羽毛球國際系列賽           | 國際系列賽 | 女子雙打 | 荒木茜羽   | 冠軍   |
| 2018年 | 印尼邦加勿里洞羽毛球大師賽     | 超級100賽  | 女子雙打 | 荒木茜羽   | 準決賽 |
| 2019年 | 海得拉巴羽毛球公開賽           | 超級100賽  | 女子雙打 | 荒木茜羽   | 準決賽 |
| 2022年 | 馬哈拉施特拉邦羽毛球國際挑戰賽 | 國際挑戰賽 | 女子雙打 | 川添麻依子 | 準決賽 |

| 2007-2017年 | 首要超級賽 | 超級賽 | 黃金大獎賽 | 大獎賽 | 國際挑戰賽 | 國際系列賽 | 未來系列賽 | 其他 |

| 2018-2026年 | 總決賽 | 超級1000賽 | 超級750賽 | 超級500賽 | 超級300賽 | 超級100賽 | 國際挑戰賽 | 國際系列賽 | 未來系列賽 | 其他 |